# Nice-Matin
Nice-Matin é um jornal regional francês, sediado em Nice, Alpes Marítimos. É parte do Groupe Nice-Matin, subsidiária da Hersant. Sua área de circulação é o departamento de Alpes Marítimos, em sete edições, dependendo da cidade. Outros jornais do grupo são Var-Matin e Corse-Matin.

## Novo formato
Como resultado de um contínuo declínio nas vendas, Nice-Matin mudou sua forma em  8 de outubro de 2005, com um modelo simplificado e novo. Em 8 de abril de 2006, também mudou o formato e adotou uma configuração mais comprimida no formato tabloide, com uma distribuição em seis colunas.
A mudança resultou em um maior número de páginas (65, em média), e uma redução do tamanho de cada artigo publicado. Esta nova fórmula segue a tendência geral da imprensa diária regional francesa.

## Edições locais
| 06 Alpes Marítimos - Nice-Matin - Antibes - Juan-les-Pins - Cagnes - Vence - Saint-Laurent-du-Var - Carros - Cannes - Grasse - Menton - Nizza - costa - Nizza - Vale 20 Córsega - Corse-Matin | 83 Var - Var-Matin - Brignoles - Le Luc - Draguignan - Grand Toulon - Hyères - Le Lavandou - La Seyne - Sanary - Saint Raphaël - Fréjus - Sainte Maxime - Saint-Tropez - Valle del Gapeau - Principado de Mônaco - Monaco-Matin |

## Difusão
| 2002    | 2003    | 2004    | 2005    | 2006    | 2007    | 2008    | 2009    | 2010    |
| ------- | ------- | ------- | ------- | ------- | ------- | ------- | ------- | ------- |
| 133 924 | 128 655 | 124 065 | 119 748 | 115 791 | 114 592 | 112 209 | 110 619 | 108 826 |

## Suplementos
- Sports (segunda-feira)
- L’éco (segunda-feira)
- L’immobilier (terça-feira)
- JV le magazine des loisirs (quarta-feira)
- Annonces (sexta-feira)
- TV Hebdo (sábado)
- Version Fémina (domingo)
- Santé (domingo)
- Sports (domingo)